# Glun
Glun är en kommun i departementet Ardèche i regionen Auvergne-Rhône-Alpes i sydöstra Frankrike. Kommunen ligger  i kantonen Tournon-sur-Rhône som ligger i arrondissementet Tournon-sur-Rhône. År 2022 hade Glun 686 invånare.

## Befolkningsutveckling
Antalet invånare i kommunen Glun
Referens: INSEE